# Gavin Fingleson
Gavin Fingleson, född den 5 augusti 1976 i Durban i Sydafrika, är en australisk före detta professionell basebollspelare som tog silver vid olympiska sommarspelen 2004 i Aten.
Fingleson spelade fyra säsonger i USA 1999-2001 och 2004, men endast i ligor som inte var anknutna till Major League Baseball (MLB).
Fingleson representerade Australien i World Baseball Classic 2006. Han spelade två matcher och hade en hit på fem at bats.